# Embryo (Band)

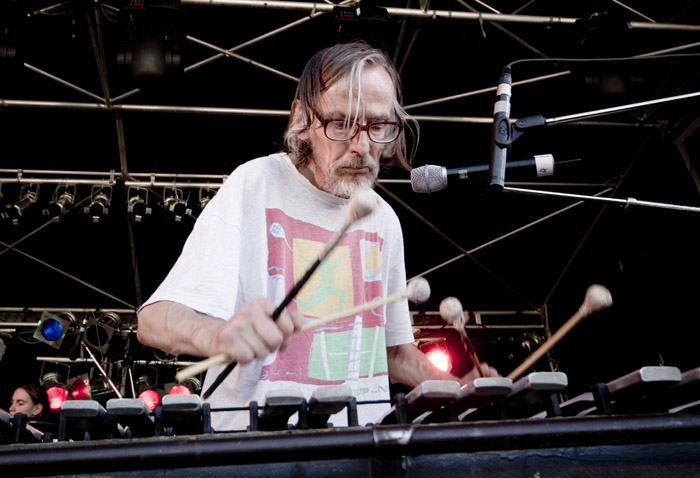
Christian Burchard, Finkenbach Festival 2011

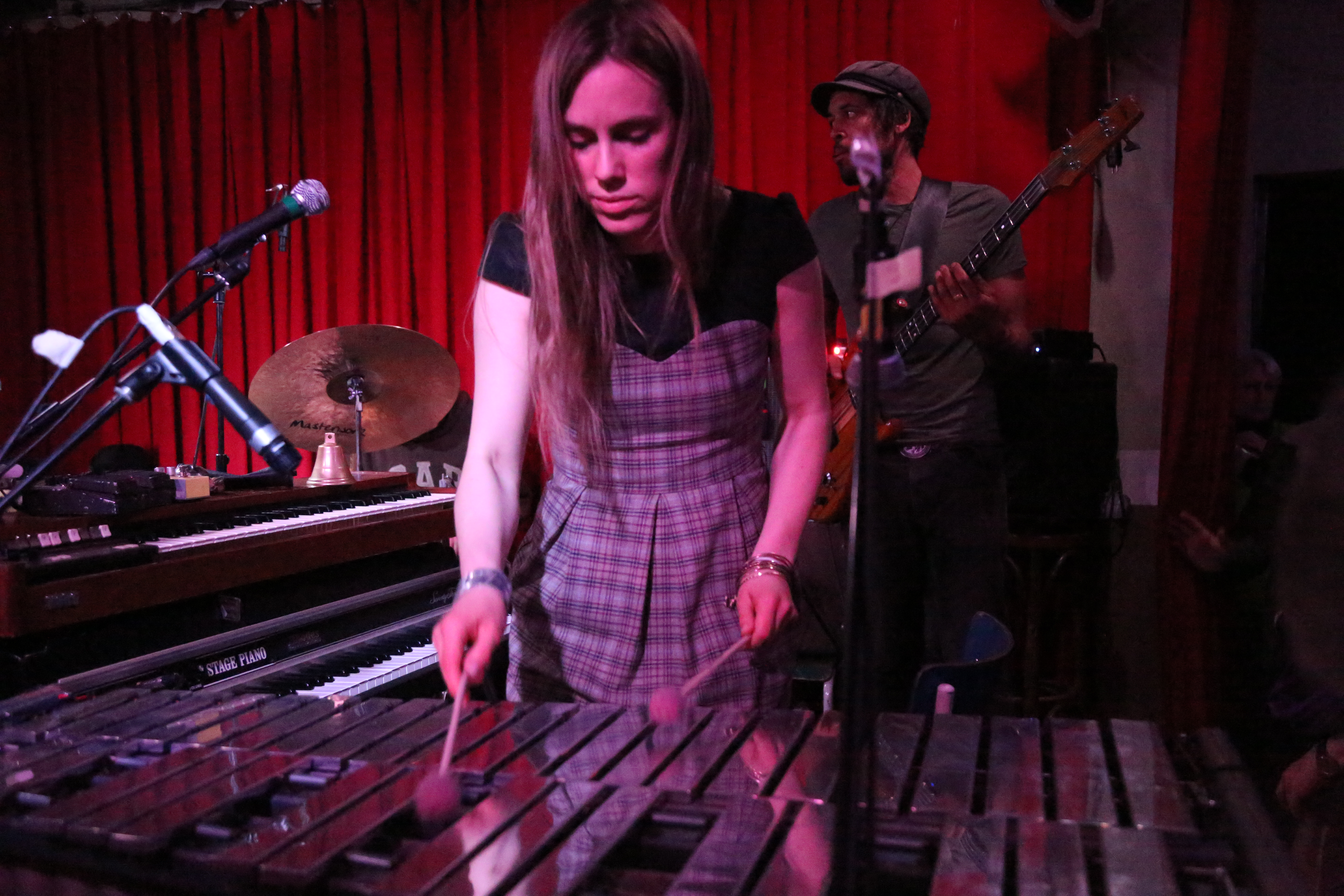
Marja Burchard, 2019

Embryo ist eine deutsche Jazzrock- und Weltmusik-Band. Die Gruppe wurde 1969 von Christian Burchard gegründet. Im Lauf der Jahre haben über 400 nationale und internationale Jazz- und Rockmusiker bei der sich als Kollektiv begreifenden Gruppe mitgewirkt, darunter viele namhafte Jazz- und Krautrock-Musiker.
2016 übernahm Marja Burchard, die Tochter des Bandgründers, die Leitung des Projekts.

## Geschichte
Christian Burchard war bereits in den 1960er Jahren als Jazzmusiker aktiv und spielte Klavier, Posaune und Vibraphon. Er tourte mit Mal Waldron und bildete mit dem Saxophonisten und Geiger Edgar Hofmann sowie dem Schlagzeuger Dieter Serfas ein Jazztrio. 1969 wechselte Burchard selbst ans Schlagzeug und formierte mit Hofmann und Lothar Meid die neue Band Embryo.
Meid verließ die Band nach kurzer Zeit, um sich Amon Düül anzuschließen. Christian Burchard sammelte unterdessen immer neue Musiker um sich. Insgesamt haben seit 1969 über 400 Musiker beim Musikkollektiv Embryo gespielt. Zu den langjährigen Mitgliedern zählen u. a. Roman Bunka (Gitarre, Oud), Uve Müllrich (Bass), Michael Wehmeyer (Keyboards), Lothar Stahl (Marimba, Schlagzeug) und Jens Pollheide (Bass, Flöte). Außerdem gab es langjährige Freundschaften zu anderen Musikern und Bands, die immer wieder als Gäste bei Embryo erschienen, darunter Charlie Mariano, Mal Waldron, Marty Cook, Chris Karrer (Amon Düül), und Roland Schaeffer (Guru Guru). Eine enge personelle Verflechtung bestand außerdem mit der Herforder Band Missus Beastly, die gemeinsam mit Embryo, Sparifankal und Ton Steine Scherben 1976 das Label April (später Schneeball) gründeten.
Früh, 1971, hatte Embryo einen Radiohit mit dem Titel Tausendfüßler.
Innerhalb weniger Jahre entwickelte sich der Stil der Band vom jazzigen Krautrock zu Weltmusik, wobei verschiedene Stile und Richtungen miteinander vereint wurden. Viele Embryo-Alben entstanden auf ausgedehnten Konzertreisen in andere Kontinente. Die Band ist dabei auch mit wichtigen Musikern der von ihnen bereisten Ländern wie Shoba Gurtu, T. A. S. Mani, R. A. Ramamani, Mahmoud Gania und Okay Temiz aufgetreten. Der Film Vagabunden Karawane von Werner Penzel (1980) berichtet über eine dieser Reisen, die von Deutschland bis nach Indien führte.
Bassist Müllrich und Keyboarder Wehmeyer verließen 1980 Embryo und formierten ihre eigene, zunächst Embryo's Dissidenten genannte Band Dissidenten.
1986 und 1987 bereisten Embryo (Christian, Michi Wehmeyer, Dieter Serfas und Gerald Hartwig) Nigeria und trafen dort auf Fela Anikulapo Kuti sowie das Yoruba Dun Dun Orchestra.
1996
trat Christian Burchards Tochter Marja (* 1985) im Alter von elf Jahren erstmals bei Embryo in Erscheinung.
Als Multiinstrumentalistin (Klavier, Akkordeon, Marimba, Vibrafon, Schlagzeug, Posaune, Orgel, Keyboard, Santur)
hatte sie sich bald einen festen Platz in der Band erspielt.
Im Juli 2008 erhielt Embryo beim TFF Rudolstadt den Deutschen Weltmusikpreis Ruth 2008 für das Lebenswerk verliehen.
Im Sommer 2016 erlitt Christian Burchard im Alter von 70 Jahren einen Schlaganfall und war danach nicht mehr fähig aufzutreten. Daraufhin übernahm seine Tochter Marja die Leitung der Band und führt sie auch nach dem Tod Burchards im Januar 2018 fort. Sie hat die Band durch neue Elemente wie Beatboxing
und neue Musiker verjüngt, trägt aber mit der Einbindung von Musikern wie Roman Bunka und Michael Wehmeyer auch die Embryo-Tradition fort.

## Diskografie
- Opal – LP/CD, 1970 Ohr 56003 u. 556003
- Embryos Rache – LP/CD, 1971
- Father Son & Holy Ghosts – LP/CD, 1972
- Steig aus – LP/CD, 1973
- Rocksession – LP/CD, 1973
- We keep on – LP/CD, 1973
- Surfin – LP/CD, 1975
- Bad Heads & Bad Cats – LP/CD, 1976
- Life – LP/CD, 1977
- Apo-Calypso – LP/CD, 1977
- Embryo's Reise – 2LP/CD, 1979/1980
- Embryo+KCP+Charlie Mariano Live – LP, 1980
- Anthology (Every Day Is Okay) – LP, 1980
- La Blama Sparozzi - Zwischenzonen – DLP, 1982
- Zack Glück – LP, 1984
- Embryo & Yoruba Dun Dun Orchestra – LP, 1985
- Africa – LP, 1987
- Turn Peace – LP/CD, 1989
- Ibn Battuta – CD, 1994
- Ni Hau – CD, 1996
- Live in Berlin – CD, 1998
- Istanbul Casablanca - Tour 1998 – 2 CDs, 1999
- Invisible Documents – 2CDs, 1999
- One Night at the Joan Miró Foundation – CD, 2000
- Live 2000 Vol.1 – CD, 2001
- Live 2001 Vol.1 – CD, 2001
- Bremen 1971 – CD, 2003
- Hallo Mik (liverecordings 2002 & 2003) – CD, 2003
- Embryo & Mal Waldron & Charlie Mariano – 29.6.73 in Hamburg – LP, 2003
- Embryonnck - No-Neck Blues Band & Embryo – CD, 2006
- Live im Wendland – CD, 2007
- For Eva – LP/CD, 2007 (1967er-Aufnahmen des Pianisten Mal Waldron, mit Christian Burchard und Dieter Serfas)
- Freedom in Music – CD, 2008
- Live at Burg Herzberg Festival 2007 – CD, 2008
- Wiesbaden 1972 – CD, 2009
- Embryo 40 – 2CD, 2010 (Trikont)
- Message from Era Ora – 2LP, 2013 (Sound of Cobra) (mit Massimo Urbani)
- It Do – 2LP/CD, 2016 (Trikont)
- Umsonst und draußen – Vlotho 1977 – CD, 2017
- Live at Kaschemme Basel (2018) - Download, 2020
- Embryo Paradise: Live in Japan 2019 - 2 CDs, 2020
- Live Behind The Green Door - LP, 2020
- Auf Auf - CD, 2021

## Filme
- Vagabunden Karawane, 1980 (von Werner Penzel)
- Embryo - Free4Ever you think, 2018 (von Michael Wehmeyer)